# یاکوبوویتسه (شهرستان گلوبچه)
یاکوبوویتسه (به لاتین: Jakubowice) یک روستا در لهستان است که در گمینا برانگتسه واقع شده‌است. یاکوبوویتسه ۱۴۰ نفر جمعیت دارد.